# Solenostoma caoi
Solenostoma caoi là một loài rêu tản trong họ Jungermanniaceae. Loài này được (C. Gao & X.L. Bai) Váňa & D.G. Long mô tả khoa học lần đầu tiên năm 2009.